# N'Dri Philippe Koffi
N'Dri Philippe Koffi (Abidjan, 9 marzo 2002) è un calciatore ivoriano, attaccante degli Ħamrun Spartans.

## Carriera
Cresciuto nel settore giovanile dello Stade Reims, debutta in prima squadra il 12 settembre 2019 nel match di Ligue 1 vinto 2-0 contro il Rennes dove realizza anche la sua prima rete.

## Statistiche

### Presenze e reti nei club
Statistiche aggiornate 22 agosto 2023.
| Stagione              | Squadra               | Campionato            | Campionato | Campionato | Coppe nazionali | Coppe nazionali | Coppe nazionali | Coppe continentali | Coppe continentali | Coppe continentali | Altre coppe | Altre coppe | Altre coppe | Totale | Totale |
| Stagione              | Squadra               | Comp                  | Pres       | Reti       | Comp            | Pres            | Reti            | Comp               | Pres               | Reti               | Comp        | Pres        | Reti        | Pres   | Reti   |
| --------------------- | --------------------- | --------------------- | ---------- | ---------- | --------------- | --------------- | --------------- | ------------------ | ------------------ | ------------------ | ----------- | ----------- | ----------- | ------ | ------ |
| 2019-2020             | Stade Reims 2         | N2                    | 5          | 0          |                 | -               | -               |                    | -                  | -                  |             | -           | -           | 5      | 0      |
| 2020-2021             | Stade Reims 2         | N2                    | 7          | 1          |                 | -               | -               |                    | -                  | -                  |             | -           | -           | 7      | 1      |
| ago.-ott. 2021        | Stade Reims 2         | N2                    | 5          | 4          |                 | -               | -               |                    | -                  | -                  |             | -           | -           | 5      | 4      |
| 2021-gen. 2022        | Stade Reims           | L1                    | 10         | 1          | CF              | 2               | 0               |                    | -                  | -                  |             | -           | -           | 12     | 1      |
| gen.-giu. 2022        | Paços Ferreira        | PL                    | 3          | 0          | CP+CdL          | -               | -               | -                  | -                  | -                  | -           | -           | -           | 3      | 0      |
| ago.-dic. 2022        | Paços Ferreira        | PL                    | 12         | 2          | CP+CdL          | 1+2             | 0               | -                  | -                  | -                  | -           | -           | -           | 15     | 2      |
| Totale Paços Ferreira | Totale Paços Ferreira | Totale Paços Ferreira | 15         | 2          |                 | 3               | 0               |                    | -                  | -                  |             | -           | -           | 18     | 2      |
| gen.-giu. 2023        | Le Mans               | CN                    | 16         | 3          |                 | -               | -               |                    | -                  | -                  |             | -           | -           | 16     | 3      |
| Totale carriera       | Totale carriera       | Totale carriera       | 58         | 12         |                 | 5               | 0               |                    | -                  | -                  |             | -           | -           | 63     | 12     |